# Трипартитум
Трипартитум (лат. Tripartitum opus juris consuetudinarii incluti regni Hungariae — свод обычного права Венгерского королевства в трёх частях) — правовой кодекс, составленный в начале XVI века в Венгрии королевским протонотарием Иштваном Вербёци.
Был представлен на рассмотрение так называемому «Дикому сейму» 1514 года и одобрен королём. Получив официальную санкцию в 1517 году, стал основой юрисдикции Венгерского королевства вплоть до 1848 года.
В Трипартитуме было дано систематизированное изложение действовавшего на территории Венгрии обычного права и королевских законов с некоторыми заимствованиями из римского и канонического права. Трипартитум утверждал резкое сословное деление и привилегии единственно полноправных сословий — дворянства (при этом мелкое и среднее дворянство получало равные права с магнатами) и духовенства. Некоторые права сохранялись за состоятельными горожанами. Трипартитум исключал из понятия венгерской «нации» крестьян и лишал их права перехода (см. второе издание крепостничества).
Трипартитум является ценным источником по изучению социально-экономического и политического развития Венгерского королевства в Средние века и начало Нового времени.

## Публикации
Tripartitum opus juris consuetudinarii regni Hungariae, Pecs 1517.